# Madtsoia
Madtsoia és un gènere extint de serps de la família dels madtsoids. És conegut de l'Eocè de l'Argentina (M. bai), el Paleocè del Brasil (M. camposi), el Cretaci superior (Campanià) d'Espanya (M. laurasiae), i el Cretaci superior (Campanià-Maastrichtià) de Madagascar i possiblement Níger (M. madagascariensis).